# Adinandra laotica
Adinandra laotica är en tvåhjärtbladig växtart som beskrevs av François Gagnepain. Adinandra laotica ingår i släktet Adinandra och familjen Pentaphylacaceae. Inga underarter finns listade i Catalogue of Life.